# Jordi Bonet i Armengol
Jordi Bonet i Armengol (Barcelona, 12 de maig de 1925 - Barcelona, 20 de juny de 2022) va ser un arquitecte, activista cultural i dirigent de l'escoltisme català.
Va ser el director coordinador de les obres del temple de la Sagrada Família de Barcelona des de 1985 fins al 2012, quan ja tenia 87 anys. Fins l'últim dia, va seguir vinculat a les obres de la Sagrada Família com a director emèrit, alhora que va dur a terme una tasca divulgativa i d'interpretació sobre l'obra de Gaudí amb conferències arreu del món. Va ser acadèmic numerari de la Reial Acadèmia Catalana de Belles Arts de Sant Jordi i membre de la Junta de Museus de Catalunya i membre ad honorem de l'Acadèmia Pontifícia del Panteó (Itàlia), entre altres responsabilitats.

## Biografia
Jordi Bonet era fill del també arquitecte Lluís Bonet i Garí (1893-1993) i de la mecenes i activista cultural Maria Mercè Armengol i Tubau. Era germà del compositor Narcís Bonet i del rector de la Parròquia de la Sagrada Família, mossèn Lluís Bonet. De la mà del seu pare, arquitecte deixeble d'Antoni Gaudí i un dels continuadors de les obres del Temple Expiatori de la Sagrada Família, de ben petit visità les obres d'aquest temple que despertaren en ell l'admiració per Gaudí, quan encara era alumne de l'Escola Blanquerna. L'any 1946 es va titular com aparellador i el 1949 es llicencià en arquitectura per la Universitat de Barcelona, el 1961 es diplomà en Housing Construction als Estats Units, i l'any 1965 obtingué el Doctorat de l'Escola Superior d'Arquitectura de Barcelona.
Començà a treballar combinant les teories arquitectòniques de Gaudí, que considerava el seu mestre, amb elements d'arquitectura racionalista. Entre les obres que segueixen el model gaudinià, destaca: l'església de Vinyoles d'Orís (1955), el monestir de Sant Benet de Montserrat continuant l'obra del seu pare, l'església de Sant Medir de Barcelona (1960), i l'església de la Fortesa, a l'Anoia (1962). En paral·lel, en l'àmbit de l'arquitectura industrial, assaja nous materials i dissenys a l'edifici Aiscondel i a les fàbriques de perfumeria Puig (empresa) i Dana. Destaquen algunes equipaments com l'escola Sant Gregori, a Barcelona, l'auditori Pau Casals, al Vendrell el 1981 o el Teatre Auditori Felip Pedrell de Tortosa. També realitza una nombrosa obra residencial, en particular per al cooperativisme obrer, així com segones residències. Forma part de La Cantonada i d'Ars Sacra, conformant equip amb destacats artistes: Jordi Vilanova i Bosch, Jordi Aguadé, Aureli Bisbe i Joan Vila Grau. A Amèrica llatina hi va dirigir diversos projectes de rehabilitació i construcció, entre ells la capella de les Maries (Corrientes, Argentina) i l'església de la companyia de Jesús a la Cochabamba (Bolívia).
Des de ben jove, es va formar en l'escoltisme al costat de mossèn Antoni Batlle. El 1957 fou el primer president de la Delegació Diocesana d'Escoltisme de Barcelona, i el 1965 fou el primer directiu català de la Conferència Internacional Catòlica d'Escoltisme, entitat on fou secretari general de 1977 a 1981. També va ser president del Moviment Scout Catòlic d'Espanya (1962-1977).
Va ser membre durant 20 anys i vicepresident d'Òmnium Cultural del 1986 al 2000. També va destacar com a membre la Junta del Centre Excursionista de Catalunya, organització de la qual també va estar molt lligat per la seva passió per l'esquí i la muntanya així com per la rehabilitació de la capella del Xalet del CEC a La Molina, estació per la qual també fa el primer Pla Director, sinó també fent l'obra del Refugi d'Ulldeter.
També va ser membre de la Junta del Col·legi d'Arquitectes de Catalunya i del patronat de la Fundació Gala-Salvador Dalí, entre d'altres. El 1981 fou nomenat comanador de l'orde de Sant Gregori el Magne pel Vaticà i el 1985 consultor del Consell Pontifical per als laics (Pontificium Consilium pro Laicis). Ha estat, entre altres responsabilitats, membre dels patronats de les fundacions Temple Expiatori de la Sagrada Família (1968), de la Pau Casals (1986), Orfeó Gracienc (1990), de la Societat Catalana d'Estudis Històrics, de la Societat Catalana d'Ordenació del Territori i de la Fundació Lluís Domenech i Montaner. Va ser president del Patronat dels Monestirs de Sant Cugat del Vallès, Sant Pere de Rodes i Santa Maria de Vilabertran i dels Museus de Solsona, dera Val d'Aran i Museu Prat de la Riba de Castellterçol. El 1990 va rebre la Creu de Sant Jordi. El 1981 va esdevenir membre de la Junta de Museus de Catalunya. El 1998 fou nomenat president de la Reial Acadèmia de Belles Arts de Sant Jordi, de la que n'és acadèmic des del 1985.
Va ser el primer director general del Patrimoni Artístic i Cultural de la Generalitat de Catalunya, tasca que realitzà entre 1981 i 1984. L'any 1985 fou nomenat arquitecte director de les obres de la Sagrada Família, de la qual ja estava anteriorment vinculat com a membre de la Junta des dels anys seixanta. Durant la seva etapa com arquitecte del temple es varen introduir eines informàtiques de disseny assistit per ordinador i d'enginyeria assistida per ordinador i es va rehabilitar l'edifici de les escoles de la Sagrada Família. El 7 de novembre de 2010, en la cerimònia de dedicació al culte del temple de la Sagrada Família, Jordi Bonet, com a arquitecte director-coordinador, fou la persona que lliurà les claus de la nova basílica al Papa Benet XVI i la que feu una breu explicació sobre la construcció del temple en nom de tots els que han treballat per aixecar aquesta gran obra.
El 19 de març del 2019 nomenat membre acadèmic ad honorem de l'Acadèmia Pontifícia del Panteó en una cerimònia al Panteó de Roma oficiada pel Cardenal Ravasi.
Jordi Bonet es va casar amb Mariona Agustí i Badia (1952), filla de Conxita Badia, i tingueren sis fills: Mercè, Montserrat, Jordi, Mariona, Lluís i Núria. Va morir el 20 de juny de 2022, als 97 anys, a la seva ciutat natal de Barcelona.

## Obra arquitectònica
- Habitatges: En conjunt ha fet uns 2.000 habitatges, entre les quals destaquen els de: Cooperativa Vivendes Sagrat Cor de Jesús; Caixa Postal (Barcelona); La Cantonada (Barcelona); Cooperativa de Vivendes Agrupació de Joventut; Benéfico Constructora Sant Medir (Barcelona); diverses cases unifamiliars, en especial a la Cerdanya, Maresme, Osona, Moianès, Bages, Costa Brava i Mallorca.[10]
- Oficines: Aiscondel (Barcelona); Crèdit Andorrà (Andorra).
- Indústries: Perfumeria Puig (Barcelona); Perfumeria Dana (Granollers).
- Escoles: Regina Carmeli i Sant Gregori (Barcelona); Joan XXIII (Hostalets de Balenyà); Pompeu Fabra (Vilanova del Camí).
- Hotels i residències: Hotel Moixeró (La Cerdanya); Casal Bellesguard; Monestir de Sant Maties; Residència del Mil·lenari (Barcelona).
- Esglésies: Sant Medir (Barcelona); Mare de Déu de Montserrat (Badalona); Santa Maria de la Fortesa (Piera, Anoia);[19] Les Escaldes (Andorra).
- Auditoris: Auditori Pau Casals (El Vendrell); Orfeó Gracienc (Barcelona); Teatre Auditori Felip Pedrell de Tortosa.
- Restauracions: Departament d'Economia i Finances; Casa Garriga Nogués (1987) en aquell moment seu de la Fundació Enciclopèdia Catalana,[3] pel qual obté el Premi Ciutat de Barcelona de restauració el 1989.
- Urbanisme: Diversos plans parcials i el Pla General d'Ordenació de La Molina.[10]

## Obres publicades
- L'arquitectura al servei de la música (1986)
- Temple de la Sagrada Família (1992)
- L'architettura consacrata di Antonio Gaudí. La Sagrada Familia de Barcelona, Chiesa (Milà), (març 1995)
- Il fratello di Gaudí, Chiesa, (març 1997)
- L'últim Gaudí: el modulat geomètric del Temple de la Sagrada Família (2000)
- L'aportació cultural i científica de l'Institut d'Estudis Catalans, 1907-1997 (2001)
- Les Escoles de la Sagrada Família (2003)
- Arquitectura i símbol a la Sagrada Família (2013)

## Premis i distincions
- 1r Premi pel concurs de restauració de la Capella de Sant Jordi del Palau de la Generalitat, 1952.
- Comanador de l'orde de Sant Gregori el Magne, atorgada pel Vaticà, 1981.
- Premi Ciutat de Barcelona, 1989, per la restauració de la Casa Garriga Nogués efectuada el 1987.[20]
- Creu de Sant Jordi, 1990.
- Premi Lluís Domènech i Montaner d'investigació arquitectònica, de l'Institut d'Estudis Catalans, 1999.[20]
- Creu de l'Orde Civil d'Alfons X el Savi, atorgada pel Ministeri d'Educació i Ciència espanyol, 2006[21]
- Premi Ciutat de Barcelona, 2011[22]
- Medalla d'Honor de Barcelona, 2013.
- Premi Miquel Coll i Alentorn, 2015.[23]
- Membre de les juntes de la Fundació Gala-Dalí, d'Òmnium Cultural (vicepresident), de l'Acadèmica de Belles Arts de Sant Jordi (President), del Col·legi Oficial d'Arquitectes de Catalunya, de la Junta de Museus de Catalunya, del Centre Excursionista de Catalunya (vicepresident), entre d'altres.
- Medalla al treball President Macià, 2014, Generalitat de Catalunya.
- Membre ad honorem de l'Acadèmia Pontifícia del Panteó, 2019.